# Gertschosa
Gertschosa es un género de arañas araneomorfas de la familia Gnaphosidae. Se encuentra en  Norteamérica y las Antillas. 

## Etimología
El género fue nombrado en honor de Willis John Gertsch.

## Lista de especies
Según The World Spider Catalog 12.0:
- Gertschosa amphiloga (Chamberlin, 1936)
- Gertschosa cincta (Banks, 1929)
- Gertschosa concinna (Simon, 1895)
- Gertschosa palisadoes Platnick & Shadab, 1981